# Neyo (Raa-atol)
Neyo is een van de onbewoonde eilanden van het Raa-atol behorende tot de Maldiven.